# Drążgów
Drążgów – wieś (dawniej miasto) w Polsce położona w województwie lubelskim, w powiecie ryckim, w gminie Ułęż.
Drążgów uzyskał lokację miejską w 1544 roku. Prawa miejskie posiadał do 11 kwietnia 1820.
W latach 1975–1998 miejscowość administracyjnie należała do ówczesnego województwa lubelskiego.
Wieś jest sołectwem w gminie Ułęż. Według Narodowego Spisu Powszechnego z roku 2011 wieś liczyła 234 mieszkańców.
Wierni Kościoła rzymskokatolickiego należą do parafii Podwyższenia Krzyża Świętego w Sobieszynie.

## Historia
Wykopaliska prowadzone w latach 1988-1990 oraz 1996 roku przez prof. dr hab. Andrzeja Kokowskiego z UMCS w Lublinie dowodzą, że w Drążgowie istniał kompleks osadniczy kultury przeworskiej rozwijającej się między III a V wiekiem n.e. Wiedza o dawnym osadnictwie przetrwała w lokalnym nazewnictwie miejsc - teren, na którym prowadzono wspomniane wykopaliska, mieszkańcy Drążgowa od wielu pokoleń nazywali "grodziskiem". Położone jest na północny zachód od wioski.
Od XV w. wieś Drążgowskich, którzy lokowali miasto przed 1517 r. przy przeprawie przez Wieprz (w 1544 Firlejowie założyli konkurencyjny Baranów), a od 1530 własność Kłoczkowskich. W 1544 wydano ponowny akt lokacyjny i od 1712 należało do Stadnickich. Prywatne miasto szlacheckie Drzązgów położone było w drugiej połowie XVI wieku w ziemi stężyckiej. W roku 1780 Drążgów nabył generał Rafał Tarnowski, który przeprowadza się tam z żoną, znaną później pamiętnikarką Urszulą z Ustrzyckich. W jej „Wspomnieniach damy polskiej” znajdujemy wzmiankę o istnieniu w latach 90. XVIII w. pałacu z oficynami, a także wydarzeniach roku 1792 w Drążgowie. W 1826 Antoni Maciejowski kupuje dobra drążgowskie i zakłada rezydencję, od poł. XIX wieku posiadłość przechodzi w ręce Karola Meiznera, potem Rudnickich, Bielickich, w 1889 kupuje ją Światopełk-Czertwertyńska, a po niej Ignacy Ginczelowski, który rozprzedaje dobra. W 1827 Drążgów liczyło 138 mieszkańców i 50 domów, w 1929 – 454 mieszkańców i 114 domów.
Jeśli chodzi o inne ważne wydarzenia z życia Drążgowa, to warto wspomnieć o pożarze z roku 1940, który strawił praktycznie całą osadę, łącznie z kościołem.

## Układ urbanistyczny
Zatarty, ośrodkiem był Rynek 100 x 75 mieszczący 7-9 działek o szer. 10 m. W pierzei, na zachód od Rynku równoległa do niego droga – był to układ d. nawsia.

### Architektura rezydencjonalna
W 1826 z materiałów zgromadzonych na kościół Antoni Maciejewski zbudował dwór i zespół folwarczny, które zostały rozebrane po II wojnie. Były usytuowane w płd. wsch. części osady, gdzie dziś stoją domy nr 44-45.

### Architektura sakralna
Parafia utworzona 1334–1335 przez Jana Bodzantę, biskupa krakowskiego w oparciu o Fundację Drążgowskich, z kościołem najpierw drewnianym, zamienionym w 1575 przez dziedzica Mikołaja Kłoczowskiego na zbór ariański na okres 30 lat. Drugi kościół drewniany pod wezwaniem św. Trójcy – wzniesiony staraniem ks. Michała Wierzbowskiego w 1771 usytuowany był w płn. wsch. narożu Rynku, spalił się w 1940 w czasie pożaru i już nie został odbudowany. Plebania z 1781, drew. otynkowana, parterowa, pierwotnie z gankiem (pozostałością są półkolumny toskańskie), po II wojnie przebudowana, utraciła cechy stylowe. W wiosce zachował się cmentarz parafialny z końca XVIII, obecnie nieczynny. Leży na płn. wschód od wioski, przy drodze polnej do Sobieszyna. Liczy ok. 0,45 ha powierzchni.
W 1886 siedziba parafii z Drążgowa została przeniesiona do Sobieszyna. Tam, w latach 1883–1886, staraniem ks. Feliksa Majewskiego, kosztem Kajetana Kickiego, wybudowano nowy murowany kościół w stylu neogotyckim. Został on konsekrowany 1886 przez Wincentego Teofila Chościak Popiela, arcybiskupa warszawskiego.